# Kubilay Kanatsızkuş
Kubilay Kanatsızkuş (Bursa, 28 marzo 1997) è un calciatore turco, attaccante del Göztepe.

## Caratteristiche tecniche
Centravanti, può giocare anche da esterno d'attacco su tutte e due le fasce.

## Carriera

### Club
Prodotto delle giovanili del Bursaspor, nel gennaio 2016 è inserito in prima squadra e il 13 dello stesso mese debutta in Coppa di Turchia contro il Boluspor, entrando nella ripresa al posto di Burak Yılmaz: il Bursaspor vince il match per 0-1. Sette giorni dopo è schierato titolare nel match successivo, nuovamente in Coppa di Turchia: il centravanti realizza una rete nel 4-2 rifilato al Tepecikspor. Il 13 febbraio 2016 debutta da titolare anche in campionato, contro il Gençlerbirliği (2-0). Il 18 maggio firma la sua prima doppietta in carriera ai danni del Mersin İ. Yurdu, sconfitto 2-5. Termina la sua prima stagione da professionista con 7 presenze e 4 gol tra campionato e coppa.

### Nazionale
Il 30 marzo 2016 fa il suo esordio nella Nazionale Under-19 turca contro l'Italia U-19 (2-2), segnando un gol. È promosso in Under-21, dove gioca il suo primo incontro il 6 ottobre seguente, in una partita valida per le qualificazioni all'Europeo contro i Paesi Bassi U-21 (0-0).